# Bixby (assistente virtual)
Bixby é uma assistente virtual desenvolvida pela Samsung Electronics.
Em 20 de março de 2017, a Samsung anunciou a assistente digital acionada por voz chamada "Bixby". A Bixby foi apresentada junto com o Samsung Galaxy S8 e S8+, bem como o Samsung Galaxy Tab A durante o evento Samsung Galaxy Unpacked 2017, que aconteceu em 29 de março de 2017. A Samsung revelou oficialmente a Bixby uma semana antes do lançamento, mas ela só fez sua primeira aparição durante o evento. A Bixby também pode ser baixada em dispositivos Galaxy mais antigos que executam o Android Nougat.
A Bixby representa uma grande mudança do S Voice, o aplicativo de assistente de voz da Samsung lançado em 2012 com o Galaxy S III. O S Voice foi posteriormente descontinuado em 1 de junho de 2020.
Em maio de 2017, a Samsung anunciou que a Bixby estaria chegando à sua linha de geladeiras Family Hub 2.0, tornando-se o primeiro produto não móvel a incluir a assistente virtual.
Em outubro de 2017, a Samsung anunciou o lançamento da Bixby 2.0 durante sua conferência anual de desenvolvedores em San Francisco. A versão então nova foi lançada em toda a linha de produtos conectados da empresa, incluindo smartphones, TVs e geladeiras. Além disso, terceiros têm permissão para desenvolver aplicativos para Bixby usando o Kit de Desenvolvedor Samsung.

## Recursos
A Bixby vem com quatro partes, conhecidas como "Bixby Voice", "Bixby Vision", "Bixby Home" e "Bixby Routines".
"Bixby Voice" é o nome do método de ativação da Bixby chamando-a ou pressionando por um tempo o botão Bixby, localizado abaixo do botão de volume. Um pouco antes do lançamento do celular, o botão Bixby foi reprogramado e pode ser configurado para abrir outros aplicativos ou assistentes, como o Google Assistant. No entanto, próximo ao lançamento do celular, essa capacidade foi removida com uma atualização de firmware, mas pode ser remapeada usando aplicativos de terceiros. "Bixby Vision" é uma câmera de realidade aumentada que pode identificar objetos em tempo real e oferecer ao usuário a possibilidade de comprá-los online, traduzir textos, ler códigos QR e reconhecer pontos de referência. "Bixby Home" é uma lista de rolagem vertical de informações com a qual Bixby pode interagir, por exemplo, clima, atividade física e botões para controlar seus dispositivos domésticos inteligentes.
No início, a Bixby suportava três idiomas: inglês, coreano e chinês. Ela também suporta pesquisa contextual e pesquisa visual.

## Disponibilidade de idioma e país
A Samsung informou que a Bixby não estaria funcionado na versão dos EUA do Samsung Galaxy S8 e S8+ quando os dispositivos foram enviados pela primeira vez aos clientes em 21 de abril de 2017. A Samsung afirmou que os principais recursos da Bixby, incluindo Vision, Home e Reminder, estariam disponíveis com o lançamento global dos smartphones. O Bixby Voice foi projetado para ser disponibilizado nos EUA no Galaxy S8 e S8+ no final daquela primavera. No entanto, o lançamento da versão em inglês foi adiado porque a Samsung teve problemas para fazer o Bixby entender totalmente o idioma.
Em abril de 2018, a Bixby está disponível em mais de 195 países, mas apenas em coreano, inglês (apenas nos EUA) e chinês (mandarim). A versão chinesa do Bixby está disponível apenas em dispositivos vendidos oficialmente na China continental. Bixby coreano foi lançado em 1 de maio de 2017 (KST).
Em dezembro de 2018, a Samsung lançou a função de comando de voz do Bixby em francês.
Em 20 de fevereiro de 2019, a Samsung anunciou a adição de mais idiomas: inglês (britânico), alemão, italiano e espanhol (Espanha).
Em 22 de fevereiro de 2020, a Samsung anunciou a adição do português (Brasil), para o Galaxy S10 e Note10, em beta, e posteriormente para outros modelos.[carece de fontes?]